# 頓涅茨凱 (伊久姆區)
49°8′52″N 37°15′8″E / 49.14778°N 37.25222°E
顿涅茨凯（烏克蘭語：Донецьке）是位於烏克蘭東部的村莊，由哈爾科夫州伊久姆區的奧斯基爾市鎮負責管轄。該村始建於十八世紀，面積0.7平方公里，海拔高度86米，2001年人口235，人口密度每平方公里337.6人。